# Николаевский Вознесенский женский монастырь
Николаевский Вознесенский женский монастырь — православный женский монастырь, действовавший в городе Николаевске (ныне Пугачёв) Самарской епархии с 1860 по 1920 года. В монастыре действовало 3 храма и проживало до 300 человек. В 1920 году монастырь был закрыт Советской властью, а в 1930-е годы здания монастыря были уничтожены.

## История
Инициатором создания женской православной общины в городе Николаевске стала крестьянка села Большая Глушица Надежда Конарева. Для обустройства будущей обители в апреле 1851 года у Николаевского городского общества с торгов был приобретён участок земли площадью 3120 квадратных сажен.
В декабре 1853 года своё согласие на открытие общины дал самарский губернатор К. К. Грот, после чего последовало соответствующее обращение в самарскую духовную консисторию. К этому времени на приобретённом участке уже имелись два дома, трапезная и различные хозяйственные постройки. Имелись также 24 улья и крупный рогатый скот.
Указом Святейшего Синода от 27 февраля 1860 года была официально утверждена Николаевская Вознесенская женская община. В таком статусе она пребывала 10 лет, пока в августе 1870 года указом Синода не была преобразована в общежительный женский монастырь.
27 октября 1870 года самарский епископ Герасим постриг первых монахинь обители: основательницу монастыря Надежду Конареву под монашеским именем Августы, и её заместительницу — казначею Анну Пчелинцеву под именем Анастасия. Августа стала первой настоятельницей, но вскоре после пострига, в том же 1870 году монастырь возглавила мантийная монахиня Анастасия (А.Е. Пчелинцева), которая возглавляла обитель до 1903 года.
В первые годы после создания в монастыре проживало 127 человек: 70 манатейных монахинь, в том числе настоятельница, 10 указных послушниц и 47 послушниц.
В 1870 году на правах школы грамоты было открыто монастырское училище. Училище обеспечивалось учебниками из Николаевского уездного училищного совета. В 1893 году в нём обучалось 28 девочек, к 1916 году число учениц взросло до 33 человек.
С 1903 года и до закрытия монастыря им управляла игуменья Зоя (У.К. Кузнецова).
К 1905 году число сестёр увеличилось до 266 человек, а с 1916 года в нём проживало 312 человек, в том числе одна игуменья-настоятельница, 58 мантийных монахинь, 153 рясофорных послушницы и 100 послушниц.
Имелась живописная и переплетная мастерские, действовала больница на 10 коек. В 1914 году для престарелых сестёр была открыта богадельня, средства на открытие которой пожертвовала неизвестная благотворительница.
В годы Первой мировой войны в монастыре на полном обеспечении находилось 20 раненых солдат, а всего же в одном из корпусов, отведенных под лазарет, на излечении находилось до 100 солдат.
После установления Советской власти и появления декрета об отделении церкви от государства решением Пугачёвского уездного совета имущество монастыря (постройки, земля, скот и инвентарь) были взяты на учёт Пугачёвским уездным земельным отделом, а монастырь ежемесячно отчитывался перед ним о своей деятельности.
В июле 1919 года монастырское хозяйство было разделено между различными Пугачёвскими уездными отделами. Гужевой скот с запасами кормов отошли отделу коммунального хозяйства, фруктовый сад и крупный рогатый скот — проводовольственному отделу, жилые постройки — отделу народного образования, в них планировалось разместить детский дом и детскую колонию.
В 1920 году все трудоспособные монахини в возрасте от 17 до 50 лет были мобилизованы уездным отделом здравоохранения и направлены на борьбу с эпидемиями и работу в госпитале. Нетрудоспособные и в возрасте старше 50 лет были переданы в ведение отдела соцобеспечения.
Монастырские церкви были переданы общине верующих. Монастырь прекратил своё существование.
К 1927 году монастырские здания использовались в качестве пенитенциарного учреждения, весной 1927 года была закрыта последняя монастырская церковь. В то же время несколько монахинь ещё продолжали жить по кельям, по возможности помогая заключённым. В 1930-х годах архитектурный комплекс монастыря был полностью уничтожен. Часть материалов разобранных построек использовалась на строительстве школы № 4 города Пугачёва.

## Имущество
Монастырю принадлежало 975 десятин земли, частью приобретённой на собственные средства, частью выделенной от казны, частью пожертвованной различными благотворителями. Земельные угодья засевались хлебом, а также использовались для огородничества.
На усадебной территории монастыря находилось 8 жилых корпусов и 5 хозяйственных. Постройки преимущественно были деревянными. Монастырь был окружён каменной стеной, в середине передней части которой находилась четырёхъярусная колокольня. За оградой были построены здания для гостиницы для приезжих богомольцев и женского училища.
Также монастырю принадлежало два хутора, один из которых находился рядом с монастырём, а второй располагался на участке в 500 десятин, пожертвованных самарским купцов В. А. Головачёвым. Отдельно размещался скотный двор, состоявший из конюшни и коровника, два фруктовых сада, и две ветряные мельницы.
Монастырь владел двумя подворьями. Одно находилось в Балаково, на дворовом месте, пожертвованном мещанином Вольска М. С. Викуловым, второе в Самаре на Дворянской улице (ныне ул. Куйбышева). На самарском подворье находился двухэтажный полукаменный дом и надворные постройки.

### Монастырские храмы
В монастыре было три храма. Первым появился деревянный однопрестольный храм во имя Покрова Пресвятой Богородицы. Он был построен ещё до утверждения общины в 1860 году. Престольный праздник отмечался 1 октября.
В 1870 году был построен каменный однопрестольный храм во имя Вознесения Господня.
В 1879 году на средства тульской мещанки М. Ф. Леду был построен третий храм: деревянный трехпрестольный, главный престол которого был освящён во имя святителя Николая Чудотворца. В 1880 году к храму был пристроен и освящён правый придел во имя Успения Богородицы, а в 1894 году — левый придел, во имя святителя Феодосия Черниговского. Храмовые праздники отмечались 9 мая в главном престоле, 15 августа в правом приделе и 9 сентября в левом.

### Святыни
Главными монастырскими святынями были иконы: Божией Матери «Всех скорбящих радость», святого Феодосия Черниговского с частицей его мощей, пожертвованных монастырю епископом Гурием, общая икона святого великомученика и целителя Пантелеимона и святых мучеников Харлампия и Трифона, изображённая на верхней доске ковчега, в котором хранились частицы их мощей, и Казанской Божией матери.